# Anarhoprimitivizam
Anarhoprimitivizam (radikalni primitivizam, anti-autoritarni primitivizam, anti-civilizacijski pokret, ili jednostavno, primitivizam) je pojam za radikalnu struju anarhizma koja kritizira cjelokupnost civilizacije i nastoji pokrenuti sveobuhvatnu transformaciju ljudskog života. Prema anarhoprimitivistima, prijelaz s društva lovaca-sakupljača na poljoprivredu omogućio je razvoj društvene stratifikacije, prisile i otuđenja. Anarhoprimitivisti se zbog toga zalažu na povratak "neciviliziranom" načinu života kroz deindustrijalizaciju, odbacivanje podjele rada i specijalizacije te odbacivanje svih oblika tehnologije koji zahtijevaju visoku organiziranost društva.

## Vanjske poveznice
- Primitivism.com, pristupljeno 11. veljače 2014.
- Resources for Green Anarchism and Christianity at Jesus Radicals, pristupljeno 11. veljače 2014.
- In the Land of the Living: a journal of anarcho-primitivism and christianity, pristupljeno 11. veljače 2014.
- A Primitivist Primer: What is Anarcho-Primitivism?  Arhivirana inačica izvorne stranice od 10. kolovoza 2012. (Wayback Machine) autor: John Moore, pristupljeno 11. veljače 2014.
- Kritika primitivizma, anarhoprimitivizma i anti-civilizacijskog pokreta, - anarhistička kritika primitivizma. Pristupljeno 11. veljače 2014.
- Uvod u konferenciju Johna Zerzana u Montrealu od Layle AR. Pristupljeno 11. veljače 2014.